# Vaughan Gething
Humphrey Vaughan ap David Gething (nacido en 1974) es un político cooperativo y laborista de Gales que se ha desempeñado como Primer Ministro de Gales y líder del Partido Laborista de Gales desde 2024. Anteriormente se desempeñó como Ministro de Salud y Servicios Sociales de 2016 a 2021. y Ministro de Economía de 2021 a 2024. El 16 de julio de 2024 dimitió como Primer Ministro de Gales.